# Josef Bürckel
Josef Bürckel (ur. 30 marca 1895 w Lingenfeld, zm. 28 września 1944 w Neustadt an der Weinstraße) – polityk nazistowski, od 1926 gauleiter NSDAP w Palatynacie, przemianowanym w 1935 na Saar-Pfalz, a od 1942 na Westmark (Marchię Zachodnia); w latach 1935–1936 Komisarz Rzeszy ds. powrotu Saary (Reichskommissar für die Rückgliederung des Saarlands), od 1938 Komisarz Rzeszy ds. Zjednoczenia Austrii z Rzeszą (Reichskommissar für die Wiedervereinigung Österreichs mit dem Reich), od 1940 namiestnik Rzeszy w okręgu Westmark ze stolicą w Saarbrücken i szef administracji cywilnej w okupowanej Lotaryngii.